# Julian Adams
Julian Calhoun Adams II, conegut com a Julian Adams, és un actor de cinema estatunidenc. Va néixer a Columbia, Carolina del Sud, i es va graduar a The University of the South. El 2007 produïa, escrivia, i feia de protagonista en el llargmetratge, de Thinkfilm The Last Confederate: The Story of Robert Adams
(conegut com a Strike the Tent) en el circuit dels festivals, és la història dels seu avi, Robert Adams II, i Eveline McCord Adams.
També protagonitzen la pel·lícula Amy Redford, Mickey Rooney, i Tippi Hedren. Coprodueix i actua a The Last Full Measure, des de Trilogy Entertainment i Newline Cinema, escrita i dirigida per Todd Robinson, i que protagonitzen Bruce Willis, Robert Duvall, Morgan Freeman, Andy García, i Laurence Fishburne.